# Saint-Hilaire-de-Clisson
 Saint-Hilaire-de-Clisson  es una población y comuna francesa, situada en la región de Países del Loira, departamento de Loira Atlántico, en el distrito de Nantes y cantón de Clisson.

## Demografía
| 962 | 991 | 964 | 1,173 | 1,334 | 1,475 |
| Para los censos de 1962 a 1999 la población legal corresponde a la población sin duplicidades (Fuente: INSEE [Consultar]) |     |     |       |       |       |